# Jeong Da-bin
Jeong Da-bin (정다빈?, 鄭多彬?), pseudonimo di Jeong Hye-sun (Seul, 4 marzo 1980 – Seul, 10 febbraio 2007), è stata un'attrice sudcoreana.

## Biografia
Jeong iniziò studiando alla Yongdok Girls High School e alla Gongguk University. Là si specializzò in teatro e cinema per due anni. La sua prima parte fu nel film del 2000 Eunhaengnamu chimdae 2. Nel 2003 recitò nella serie Eoktapbang go-yang-i, mentre nel 2004 prese parte alla commedia cinematografica Geu nom-eun meos-is-eotda con Song Seung-heon.
Il mattino del 10 febbraio 2007, poche settimane prima del suo ventisettesimo compleanno, fu trovata impiccata nel bagno della casa del fidanzato. Quest'ultimo testimoniò che Jeong soffriva di depressione per la carenza di lavoro, l'incarcerazione del suo ex manager e i commenti cattivi online sul suo aspetto fisico, e che aveva tentato di togliersi la vita tra settembre e ottobre 2006, anche se la sua agenzia negò il fatto. L'autopsia, richiesta dalla famiglia, decretò che si era trattato di suicidio. Il suo corpo venne cremato e le ceneri seppellite al parco Cheonga di Ilsan, nella provincia di Gyeonggi.

## Filmografia

### Cinema
- Eunhaengnamu chimdae 2 (은행나무 침대2), regia di Kim Young-jun (2000)
- Geu nom-eun meos-is-eotda (그 놈은 멋있었다), regia di Lee Hwan-kyung (2004)

### Televisione
- Dalkomhan sinbu (달콤한 신부) – serial TV (1999)
- Sunpungsanbu-ingwa (순풍산부인과) – serial TV (2000)
- Don.com (돈.com) – serial TV (2000)
- New Nonstop (뉴 논스톱) – serial TV (2001)
- Hong-eo (홍어) – film TV (2001)
- Eojjeomyeon joh-a (어쩌면 좋아) – serial TV (2001)
- Samcheongsa (삼총사) – serial TV (2002)
- Nonstop 3 (논스톱 3) – serial TV (2003)
- Eoktapbang go-yang-i (옥탑방 고양이) – serial TV (2003)
- Hyeongsunim-eun yeor-ahop (형수님은 열아홉) – serial TV (2004)
- Geu yeoreum-ui taepung (그 여름의 태풍) – serial TV (2005)
- Insaeng-eun areumda-wo (인생은 아름다워) – serial TV (2010)